# 桃取町
桃取町（ももとりちょう）は、三重県鳥羽市の町。東隣の答志町とともに、答志島を二分している。2024年（令和6年）2月29日現在の人口は490人、2020年（令和2年）10月1日現在の面積は3.116645724 km2。郵便番号は517-0003である。

## 地理
鳥羽市の北部、答志島の北西部に位置し、東隣の答志町とともに島を二分する。住所上の桃取町は、浮島・牛島・弁天島などの大小の島々を含む。
- 山 - 天神山[10]、八幡山[11]
- 海洋 - 伊勢湾、刈谷湾[12]、桃取水道[11]
- 島 - 浮島、屋島、牛島、弁天島（0.0086 km2）[注 1]、小島（0.0003 km2）[14]
- 岩礁 - 中央礁、ミサゴセ礁、沖島礁、沖平石礁[11]
- 海浜 - 奈佐の浜[15]、サンビーチ桃取（人工の海水浴場）[16]
- 岬
  - 答志島：ブト崎、島ヶ崎、平手崎、テンマ崎[12]、小山崎[13]
  - 浮島：西崎（西ヶ崎）[17]
  - 牛島：火ヶ崎、角崎[12]

桃取集落は北世古・南世古・中世古・東世古・清水に分かれる。答志島には桃取集落のほかに、答志町に属する答志集落と和具集落があるが、3つの集落の住民は互いに、「気質が違う」、「言葉・アクセントが違う」と考えている。

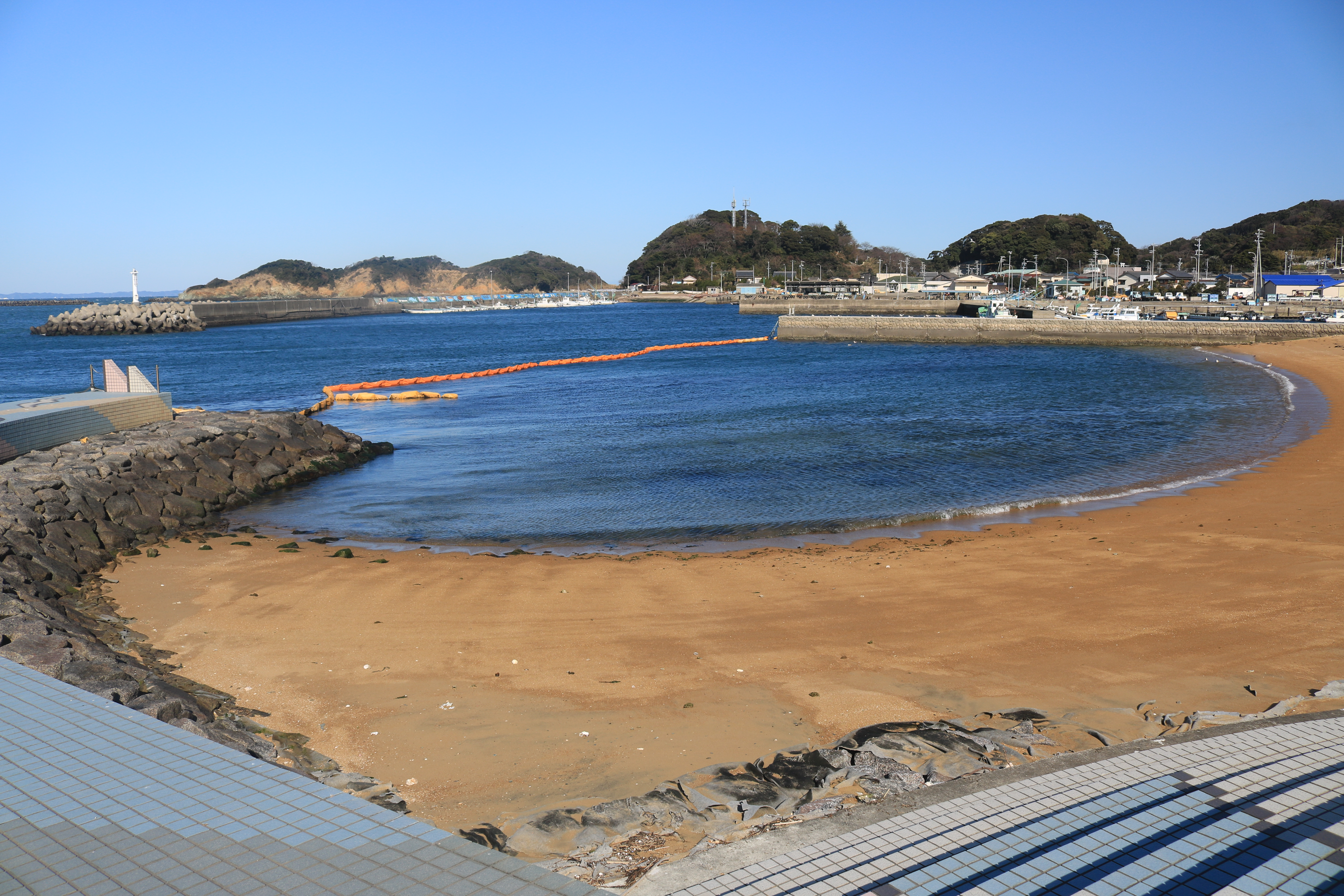
サンビーチ桃取
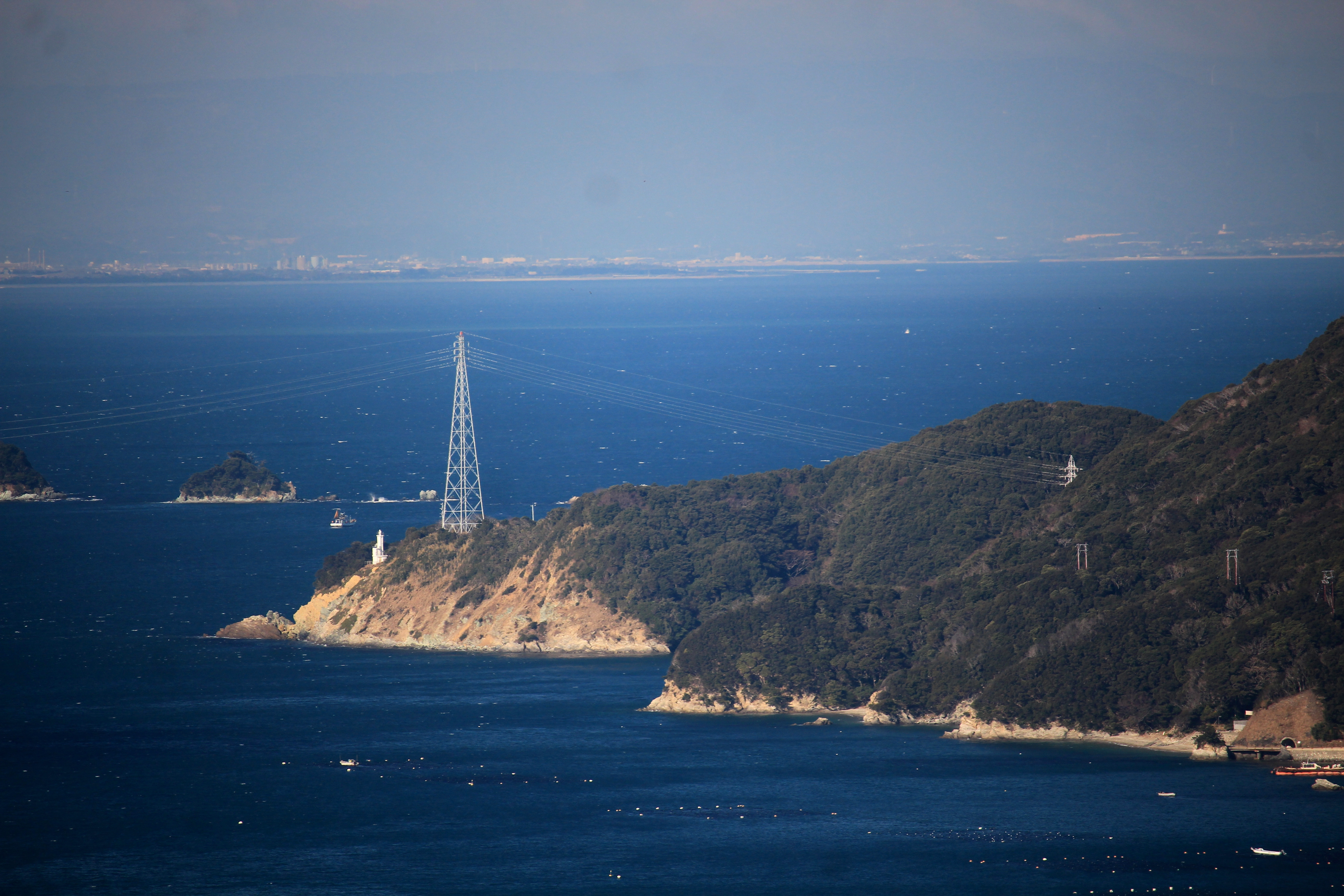
島ヶ崎

### 桃取水道
答志島と日向島（イルカ島）の間にある海峡で、鳥羽 - 伊勢間を往来する船の航路として利用されてきた。第四管区海上保安本部は「南方から伊勢湾に出入りする小型船の良航路」と紹介している。古称は深瀬または千尋海で、和歌に詠まれた。

### 浮島
面積0.1279 km2の島。無人島であるが、かつては集落があり、中里・里前・井戸ヶ谷など、人が住んでいたことを示す小字が残るほか、わずかながら住居跡も確認できる。浮島は伊勢神宮の神領の東縁にあたり、『神宮雑例集』に「浮嶋御厨」、『外宮神領目録』に「伊介浮島御厨」と記されていた。
浮島は伊勢志摩国立公園の第2種特別地域に指定されている。飛島寄り（西側）にはアマモが繁茂し、屋島・牛島寄り（東側）は岩場で、ヒジキ・ナマコ・ウニなどが生息する。大潮の日の干潮時には広大な干潟が出現し、「浮島自然水族館」として、島の旅社が磯での自然体験活動を提供する。

### ヤマトタチバナ
ヤマトタチバナは鳥羽市の木であり、桃取町にあった童子のヤマトタチバナ、楠知脇のヤマトタチバナ、奈佐のヤマトタチバナは、三重県の天然記念物に指定されていた。桃取町にはヤマトタチバナの木が多く、1955年（昭和30年）に鳥羽市が文化財指定を行うために行った調査では22本確認され、そのうちの生育状態の良い3個体が文化財に指定された。ただし、童子のヤマトタチバナは枯死したため、文化財指定を解除され、2本あった楠知脇のヤマトタチバナのうち1本は枯死している。桃取町のヤマトタチバナの大半は野生種ではなく、境界木として植樹されたものと考えられている。
ヤマトタチバナの実は生食に向かないが、鳥羽市では匂い袋やアイスクリームなど、商品展開が行われている。

## 歴史
桃取集落の起源は答志島ではなく、その沖合の浮島であったとされ、桃取町民は浮島のことを「元在所」や「古里」と呼んでいる。浮島から答志島に移ったのは、海嘯（かいしょう）が理由とされる。浮島は伊勢神宮の御厨であり、『神宮雑例集』には度会郡であった旨が記されていたことから、中世には伊勢国に所属していたようである。答志島側では、奈佐の浜で奈良時代の和同開珎が1枚出土しており、奈佐の長者が住んでいたという言い伝えがある。九鬼嘉隆は天然の良港である桃取に注目し、自らの九鬼水軍の一部を置いたという。
江戸時代には志摩国答志郡小浜組に属し、桃取村として鳥羽藩の配下にあった。桃源寺の寺伝によると、延宝5年（1677年）に「全村壊滅」と称される大火が発生し、天明4年（1784年）にも火災があったという。村高は、延享3年（1746年）に231石余であったが、『天保郷帳』と『旧高旧領取調帳』では240石余に増加した。浦役銀は延享3年（1746年）時点で280匁であった。
1889年（明治22年）、一旦は合併により答志村の一部となるも、1897年（明治30年）に桃取村として独立した自治体となった。1906年（明治39年）、山田才吉が桃取村に缶詰工場を建設した。1954年（昭和29年）に鳥羽市桃取町となるまで存続した桃取村末期の青少年の事情が、1956年（昭和31年）刊行の『働く青少年 第3輯』という本に記されている。同書によると、当時の青少年の家庭は72%が漁業に従事する純漁村で、村の男子は中学卒業と同時に家業の漁業に就くのが一般的であったが、桃取村の漁業は将来性を見込めない小規模なものであったため、20歳を過ぎた頃から縁故を頼って都市へ出る者が多かった。成人するまでの間、荒天で出漁できないことが多くなる冬季や雨天日を利用して、16歳 - 18歳の男子は青年学級に通った。青年学級の授業内容は中学校の延長、高等学校の模倣的なものであり、青少年が直面する現実課題に即応するものではなかった。一方、女子は村内に仕事がなかったため、中学卒業から1年以内にほぼ全員が本土へ渡り、二見・山田（ともに現・伊勢市）の旅館へ奉公に出るか、農家の手伝いをしていた。24 - 25歳になると、嫁入りのために村に戻る者と、都市生活に慣れそのまま本土に定住する者に分かれたという。
1972年（昭和47年）に答志島簡易水道海底送水管が敷設され、本土からの送水が開始された。1979年（昭和54年）3月、桃取中学校が閉校し、本土に鳥羽東中学校が新設された。2009年（平成21年）度より桃取保育所が桃取小学校と併設になり、2017年（平成29年）に桃取小学校が本土の鳥羽小学校へ統合された。人口減少が続く中、整骨院や美容院、パン屋など、新規開業の動きもある。また、2019年（平成31年）春に町内唯一の宿泊施設である「桃取 松家」が廃業したが、2021年（令和3年）に移住者が営業を再開した。

### 沿革
- 1889年（明治22年）4月1日 - 町村制の施行により、答志郡答志村大字桃取となる。
- 1896年（明治29年）4月1日 - 答志郡が英虞郡と統合し、志摩郡答志村大字桃取となる。
- 1897年（明治30年）5月31日 - 答志村から独立し、志摩郡桃取村となる。大字は編成せず[11]。
- 1954年（昭和29年）11月1日 - 昭和の大合併により、鳥羽市桃取町となる。

### 町名の由来
往古、ヤマモモの大木があったことにちなむと伝承されている。中村精貮は、桃取町の南部に山桃崎という地名があることや、1950年代当時でもヤマモモが獲れたことから、この説を支持した。

### 人口の変遷
総数 [世帯数： 、人口： ]
| 1746年（延享3年）  | 130戸 653人     |
| 1880年（明治13年） | 99戸 528人      |
| 1908年（明治41年） | 136戸 978人     |
| 1940年（昭和15年） | 228戸 1,273人   |
| 1947年（昭和22年） | 259戸 1,506人   |
| 1980年（昭和55年） | 285世帯 1,312人 |
| 1990年（平成2年）  | 279世帯 1,141人 |
| 1995年（平成5年）  | 270世帯 1,048人 |
| 2000年（平成12年） | 261世帯 968人   |
| 2010年（平成22年） | 244世帯 707人   |
| 2015年（平成27年） | 224世帯 565人   |
| 2020年（令和2年）  | 197世帯 459人   |
| 2024年（令和6年）  | 241世帯 490人   |

桃取診療所で医師を務めた刀根克之によると、桃取町の人口減少の要因は、死亡、自立できなくなった高齢者による子の家や施設への移動、高校卒業時の就職・進学による転出、島生活を嫌った人の本土への移住の4つである。

## 産業
主産業は漁業であるが、鳥羽本土方面へ通勤する住民も多い。2020年（令和2年）の国勢調査による15歳以上の就業者数は259人で、産業別では多い順に漁業（118人・45.6%）、医療・福祉（25人・9.7%）、卸売業・小売業（22人・8.5%）、宿泊業・飲食サービス業（16人・6.2%）、製造業（15人・5.8%）となっている。2016年（平成28年）の経済センサスによると、全事業所数は23事業所、従業者数は60人である。具体的には多い順に、卸売業・小売業が7、洗濯・理容・美容・浴場業が4、製造業が3、宿泊業・飲食サービス業、複合サービス事業、宗教が各2、建設業、水運業、医療業が各1事業所となっている。全23事業所のうち20事業所が従業員4人以下の小規模事業所である。
2020年（令和2年）の農林業センサスによると、桃取町に農林業経営体はなく、農家数は20戸（すべて自給的農家）、耕地面積は田が2 ha、畑が2 haである。桃取町の農業は自給的で、主な生産品目はサツマイモ・ジャガイモ・ナス・キュウリ・ニンジン・スイカ・ピーマンである。耕地は浮島にもあり、桃取集落から海を越えて耕作に行く人がいる。

### 漁業

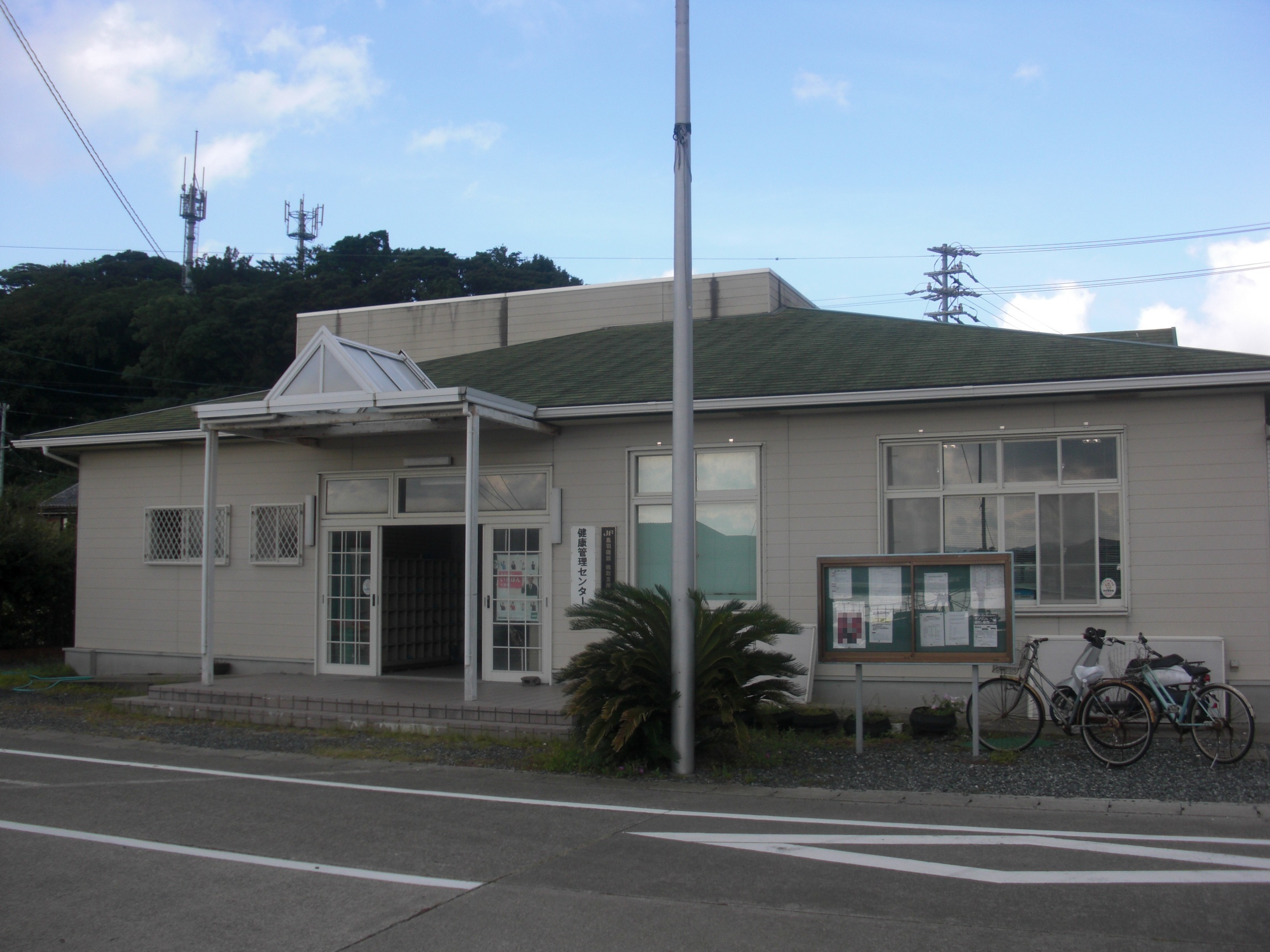
鳥羽磯部漁業協同組合桃取町支所

桃取町の漁業は伊勢湾を主な漁場とし、小型底引き網漁（サルエビ、アナゴなど）、刺し網漁（カレイなど）、一本釣り漁（サワラ・マダイ・スズキなど）、養殖を行っている。主要漁法は海苔類養殖（13経営体）、ワカメ類養殖（12経営体）と刺し網（10経営体）である。鳥羽磯部漁業協同組合桃取町支所が管轄し、2015年（平成27年）3月時点の正組合員は68人、准組合員は145人であった。2018年（平成30年）の漁業センサスによると桃取町の漁業経営体数は70経営体で、うち69経営体が沿岸漁業に従事し、残る1経営体は中小漁業層である。沿岸漁業経営体のうち37経営体が海面養殖業を営み、海苔・ワカメ・カキ・マダイの順に着業経営体が多い。漁船数は189隻で、うち船外機付き漁船が123隻と最も多く、動力漁船では1 - 3 t 台が最多である。漁業就業者数は139人で、自営漁家が97人、41人は被雇用者で、残る1人は漁業従事役員である。2010年代の漁家の多くは、半農半漁である。
享保11年（1726年）の村差出帳によると、127隻の船があり、うち98隻はちょろ船で、残りはイワシ船であった。ヒジキ・モズク・フノリ・イワシなどを御用に応じて納めた。スバシリ（ボラの幼魚）・ボラはあまり獲れなかったが、内藤氏が鳥羽藩主を務めた頃から納めるようになり、土井利益藩主の時に村人の申し出で自由に獲れるようになった。松平光慈藩主時代に巻楯網漁が始まった。第二次世界大戦の終戦直後は、70 - 80組の揚繰網漁（沿岸漁業）が桃取村の漁業の主力であったが、乱獲の影響で1950年代には7 - 8組まで減少し、レーダーを装備して沖合漁業へと進出していった。昭和40年代（1965年 - 1974年）から養殖が始まり、海苔・ワカメ・カキなどを生産する。特に桃取町のカキは「桃こまち」の名でブランド化しており、焼きガキにしても身が縮まず、ぷっくりとしているのが特徴である。また、一本釣りで漁獲されるサワラは2018年（平成30年）に「答志島トロさわら」としてブランド化された。

## 生活
隣接する答志町では漁協の力が強いが、答志町より漁家の少ない桃取町では、町内会が大きな勢力を持つ。桃取町内会は4つのセコ（世古）と15の組で構成され、組長が10人程度の組員をまとめ、セコ長は組長の取りまとめと寺の世話役を務める。2022年（令和4年）時点の町内会加入率は100%である。
町内には食料品店が2軒あり、JA（伊勢農業協同組合桃取経済店舗）とJF（鳥羽磯部漁業協同組合桃取町支所）でも食料品を取り扱う。ただし、鳥羽本土で駐車場を借り、自家用車で日常の買い物を済ませてから帰島する町民も少なくない。ATMはJA、JF、郵便局（ゆうちょ銀行）にある。
常設の飲食店は1軒であるが、カキの季節である11月から3月にかけては、水産会社が予約制で焼きガキや蒸しガキなどのカキ料理を提供する。また、UIターン者が開いたパン屋が1軒ある。
通信については、1914年（大正3年）に世界初となる無線電話が鳥羽 - 答志島 - 神島間で実用化されるなど、比較的早く整備され、ケーブルテレビの有線通信と携帯電話の4G回線による無線通信が可能である。桃取コミュニティセンターふれあいには、Wi-Fiが整備されている。
家庭ごみや屎尿は、本土まで運んで処理している。2003年（平成15年）時点では、奈佐の浜のそばで鳥羽市の焼却場が稼働していた。この奈佐の浜には、伊勢湾を囲む東海3県からの漂着ごみが集まることから、2012年（平成24年）に「22世紀奈佐の浜プロジェクト」を設立し、奈佐の浜での海岸清掃だけでなく、東海3県での啓発活動などを行っている。

### 消防・警察
答志島には消防隊・救急隊ともに存在しないため、119番通報しても駆けつけることはできない。消防に関しては、鳥羽市消防団桃取分団が組織されており、2棟の格納庫に小型動力ポンプ付積載車を3台装備している。防災については桃取町自主防災会を1991年（平成3年）に立ち上げており、2004年（平成16年）度から2019年（平成31年）度にかけて手すり付きの津波避難経路の整備が行われた。
警察は、答志町にある鳥羽警察署答志警察官駐在所の所管区域に含まれる。

### 医療・福祉

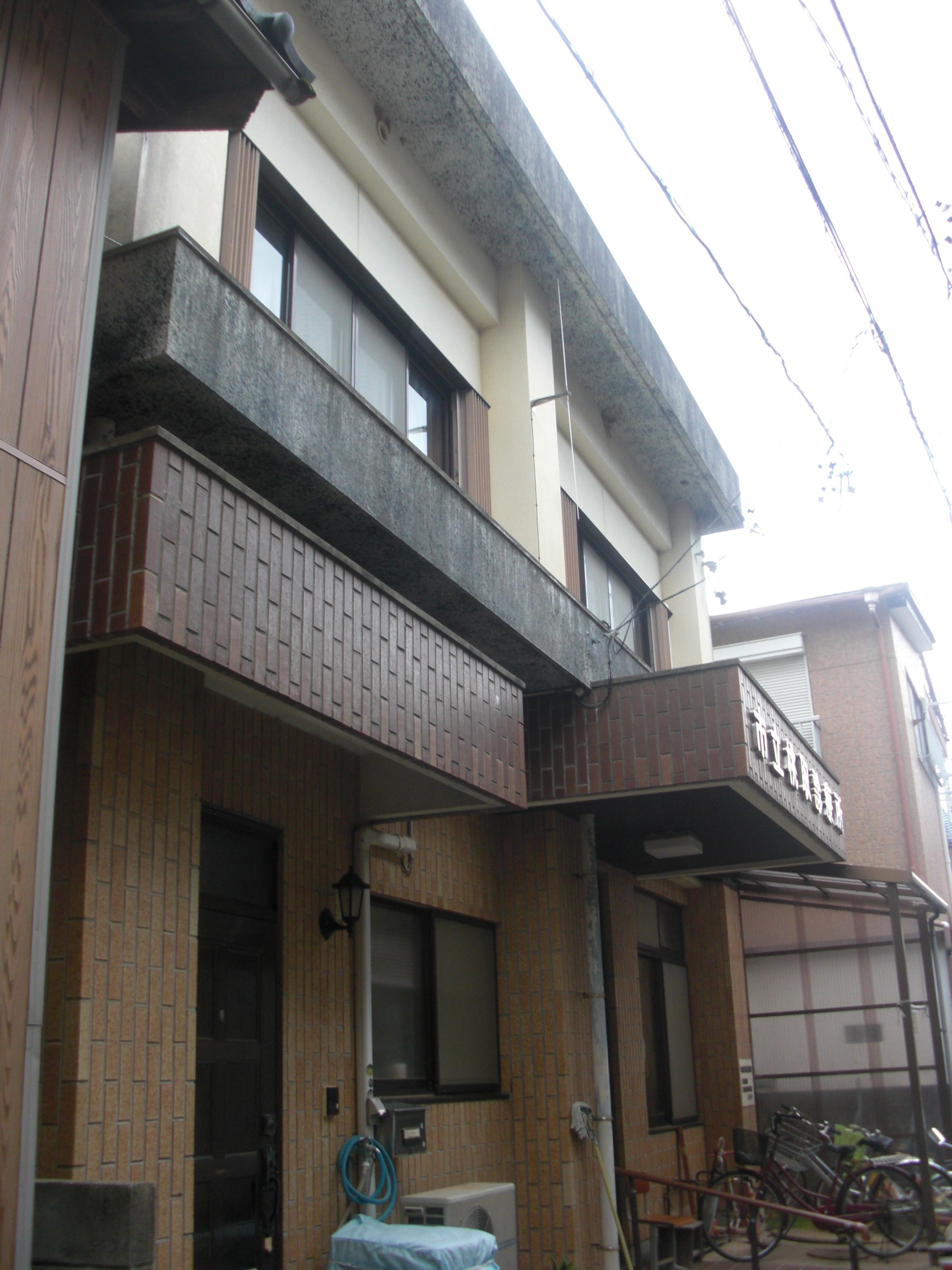
桃取診療所

町内には、鳥羽市立桃取診療所と民間の整骨院1軒の2つの医療機関がある。桃取診療所は三重県から派遣された常勤医1人と看護師2人、事務員1人の4人体制で運営しており、標榜診療科は内科・外科・小児科である。答志町にあった民間の内科医院が2020年（令和2年）に閉院したため、答志町からの通院者もあり、待合室に入りきれなくなることがある。胃カメラやエコー検査が可能で、オンライン診療の環境も整っているが、急患が発生した場合は本土の病院（主に伊勢赤十字病院、時に市立伊勢総合病院・三重県立志摩病院）へ搬送する。本土への患者の搬送には、鳥羽市営定期船や救急漁船たちばな丸が利用されることが多く、ドクターヘリが出動することもある。桃取町から伊勢赤十字病院までの所要時間は、救急漁船と本土での救急車利用で60分、ドクターヘリ利用で40分である。桃取町に常設のヘリポートはないため、旧桃取小学校が臨時離着陸場として利用され、運動場への散水、ヘリ着陸時の手旗信号などの受け入れ作業を島民が分担して行う。ドクターヘリは夜間の運用ができず、夜間に急患が発生した場合は、自家用船かチャーター船で本土へ搬送する。
高齢者向けの介護施設として、島内に民間のデイサービスセンターが1軒（答志町の「デイサービスセンター答志島」）あるが、本土の施設に通う町民もいる。在宅介護サービスに関しては、鳥羽市が事業者向けの交通費助成を設け、本土の駐車場や島での待機場所の確保を図っているが、船による通勤や乗船待ちによる長時間拘束などが障壁となって、事業者側に拒否されることがある。障碍者福祉施設はなく、本土へ通う必要がある。

### 教育・保育

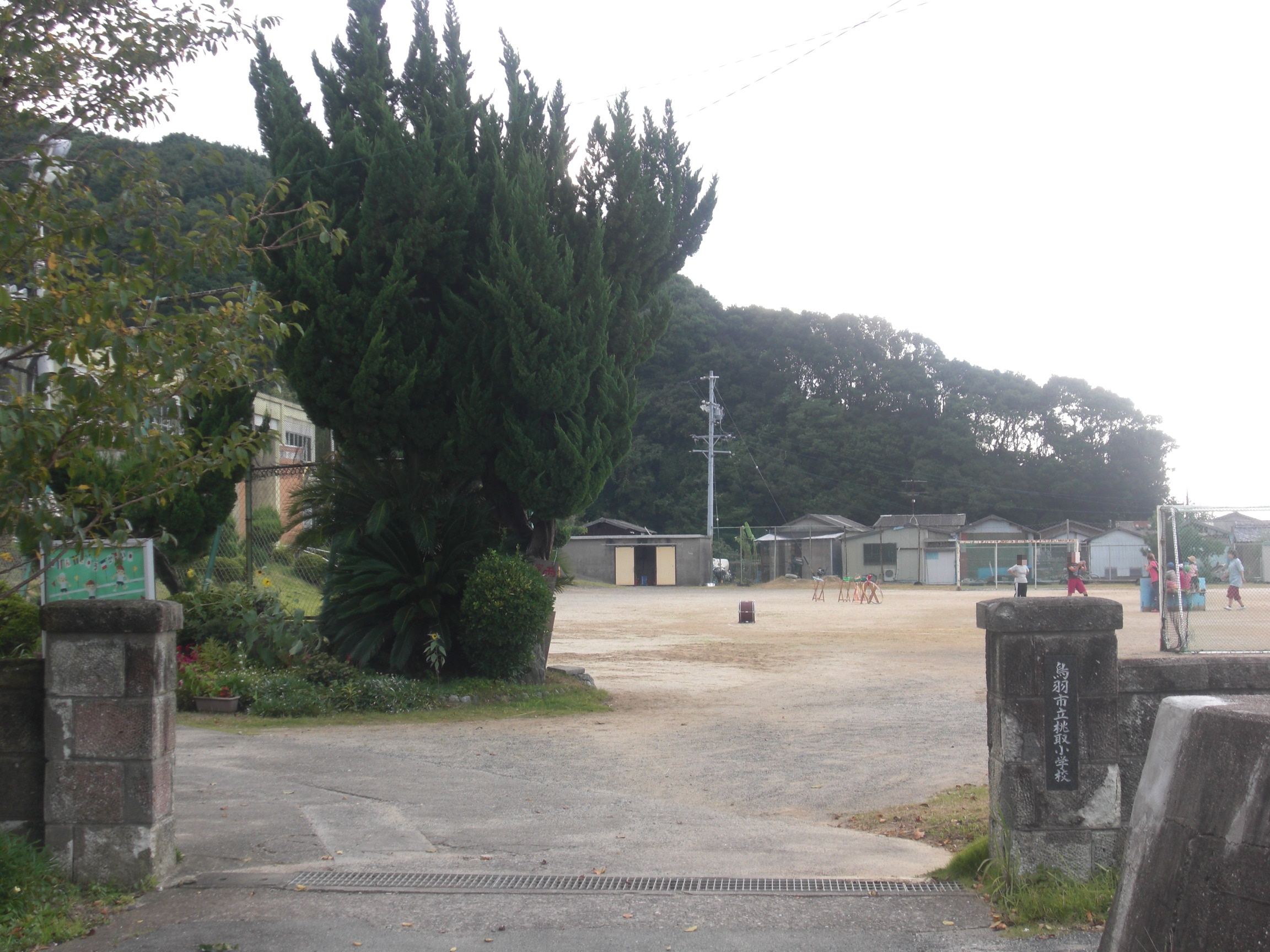
桃取小学校（2011年）

市立小・中学校に通学する場合、桃取町全域が本土の鳥羽小学校・鳥羽東中学校の学区に含まれる。かつては小・中学校ともに桃取町内にあったが、桃取中学校は1979年（昭和54年）に、桃取小学校は2017年（平成29年）に本土の学校へ統合された。なお、答志島には答志小学校・答志中学校が現存するが、両校に通学するのは答志町の児童・生徒のみである。
高等学校は島内にないが、近隣の学校であれば定期船の最終便を利用して部活動を終えて帰宅することができる。本土に下宿する生徒もいる。
保育施設は鳥羽市立桃取保育所が町内にある。定員20人に対し、2022年（令和4年）度の在籍者は7人であった。

## 文化
1月に歳旦祭、御棚祭（みたなさい）、大般若会、2月に御神祭、5月に湯立祭、6月に夏越しの大祓い、7月に天王祭、豊漁祭、8月に盆踊り、施餓鬼（大施餓鬼・浜施餓鬼）、おいやれ、9月に町民体育祭、敬老会、11月に勤労感謝祭、12月に大祓い祭を行う。
御棚祭は「ミタロウサン」または「竜宮祭」とも言い、1月3日に海神へ塩・野菜・魚などを供え、八大竜王を讃える祭文を神職が読み上げることで、村の繁栄や大漁・五穀豊穣、海上安全を祈願する祭りである。湯立祭は八幡神社の祭礼で、祷屋（とうや）が湯を沸かし、笹葉鼓で湯をかき回し、振り清める。「おいやれ」は、ナスの人形を乗せて青竹と稲わらで作った小舟を伴って町内を練り歩くという伝統行事である。
桃取町民同士での結婚が多く、2001年（平成13年）から2002年（平成14年）にかけて大妻女子大学の芦澤玖美らが行った調査によると、50歳以上の高齢者101人のうち、男性全員と女性の92％が桃取町生まれで、その両親も同じ割合で桃取町生まれであった。

### 正月飾り
伊勢志摩では注連縄（注連飾り）を1年中玄関に飾る風習があり、桃取町でも同様である。既製品を鳥羽本土などで購入して飾る家が多いが、タワラモと呼ばれる浜辺に打ち上げられた藻類を拾ってきて飾るという独特の習慣がある。同じ答志島でも、答志町ではタワラモを飾らない。
答志島では、答志町にある潮音寺が配布する大般若札を毎年所定の場所に重ね貼りし、家内安全・大漁満足などを祈願する風習がある。貼る場所は各家庭で決まっており、大黒柱や外界との接点（玄関・窓など）に貼る。桃取町では、セコ長がセコの全員分の大般若札をまとめて受け取り、各家に10粒程度の米と一緒に配布する。

### 詩歌
延喜17年（917年）の伊勢名所十首に、凡河内躬恒が浮島を詠んだ次の一首がある。
また、『後撰和歌集』に桃取水道（千尋海）を詠んだ歌がある。これは藤原敦忠が、斎宮に決まった雅子内親王へ贈った歌であり、『敦忠集』や『大和物語』にも下の句の表現が異なる同様の歌が収められている。
このほか、『夫木和歌抄』にも桃取を詠んだ歌がある。

## 交通

### 海上交通

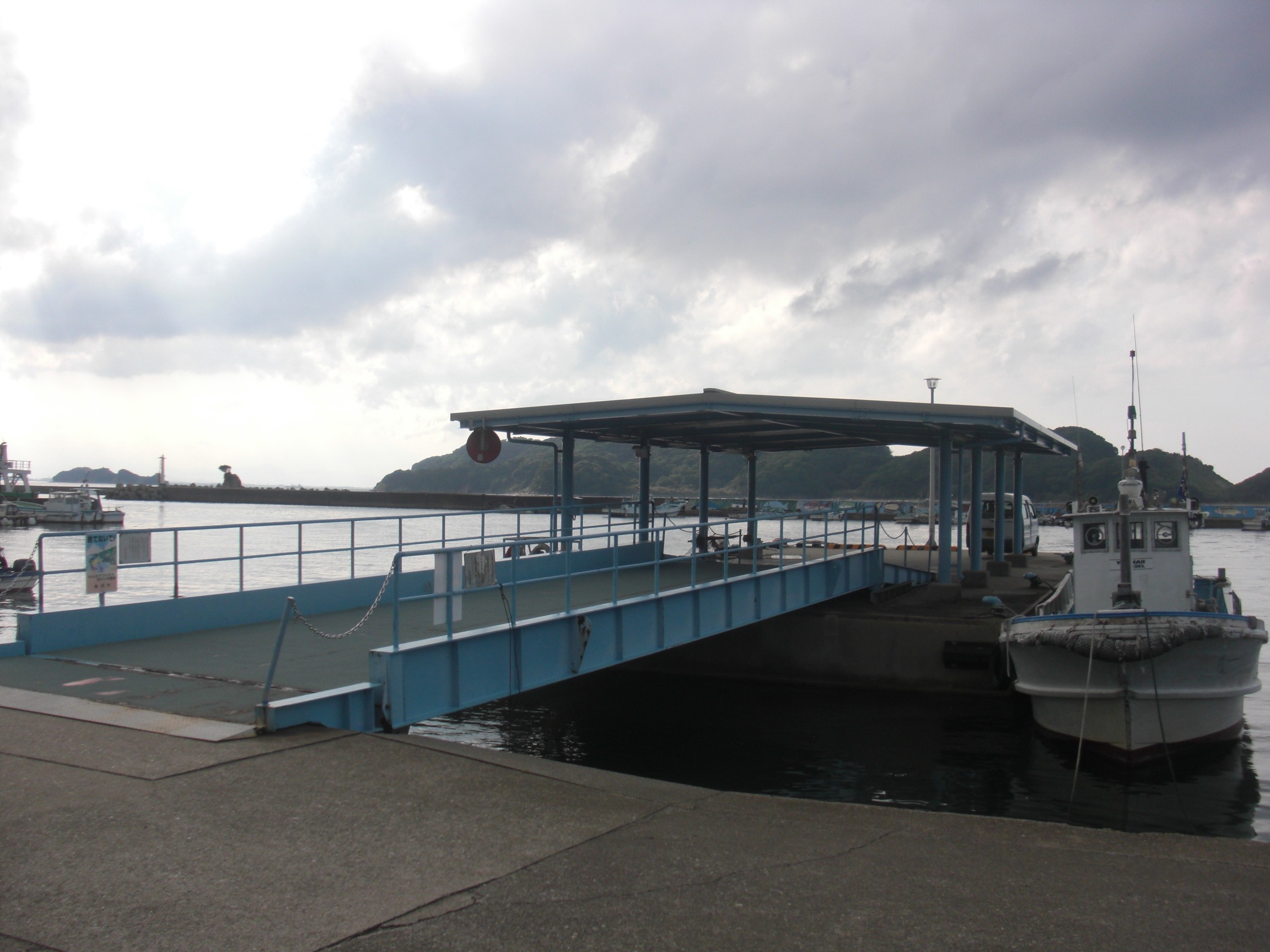
鳥羽市営定期船桃取桟橋

鳥羽市営定期船（桃取航路）
2023年（令和5年）現在、鳥羽本土（佐田浜・鳥羽マリンターミナル）との間を12分で結び、1日10往復運航する。最終便が答志港・和具港よりも遅いため、答志町から自家用車で桃取港まで向かい、乗船する人もいる。2021年（令和3年）度の利用者数は16.3万人。
桃取 - 鳥羽間の定期航路の始まりは、片山弥一郎・斎藤米造による小浜経由のもので、1912年（大正元年）に開設された。1943年（昭和18年）に愛知商船（現・名鉄海上観光船）に譲渡され、1952年（昭和27年）には伊勢商船へ移管、1958年（昭和33年）に市営化した。1980年代は夏季7便、冬季6便の運航であった。

### 陸上交通
2007年（平成19年）に、答志島の住民が「答志島架橋建設促進協議会」を結成し、架橋に向けた運動を展開しているが、実現していない。東京大学公共政策大学院が2012年（平成24年）度に行った費用便益分析では、架橋した場合の費用便益比（B/C）は0.464と1を下回ったが、定期船を増便した場合と全島民を本土へ移住させた場合（賃貸住宅入居）はB/Cが1を上回る（=事業効果がある）という結果が得られた。
答志島には三重県道 6 kmと鳥羽市道 21 kmの計 27 kmの道路が整備されている。そのうち、自動車が往来可能なのは12.9 km程度である。
三重県道759号答志桃取線
隣接する答志町との間を結ぶ、約6 kmの一般県道。通称は「答志スカイライン」。答志島の主要な生活道路であり、ハイキング・ウォーキングにも利用されている。

## 施設
- 鳥羽市役所桃取連絡所[103]
- 鳥羽市立桃取保育所[93]
- 鳥羽市立桃取診療所[76]
- 桃取健康管理センター[76]

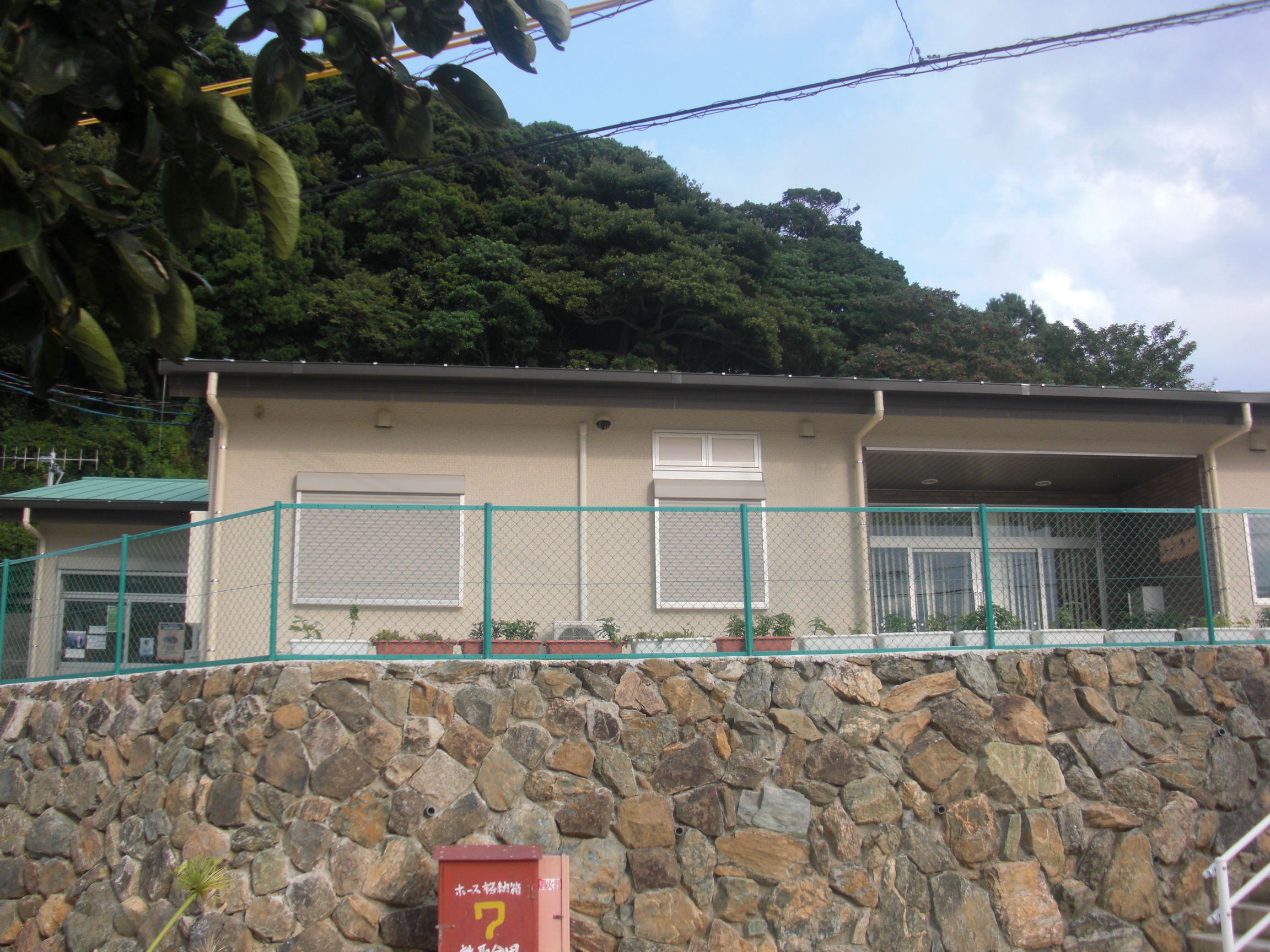
桃取コミュニティセンターふれあい
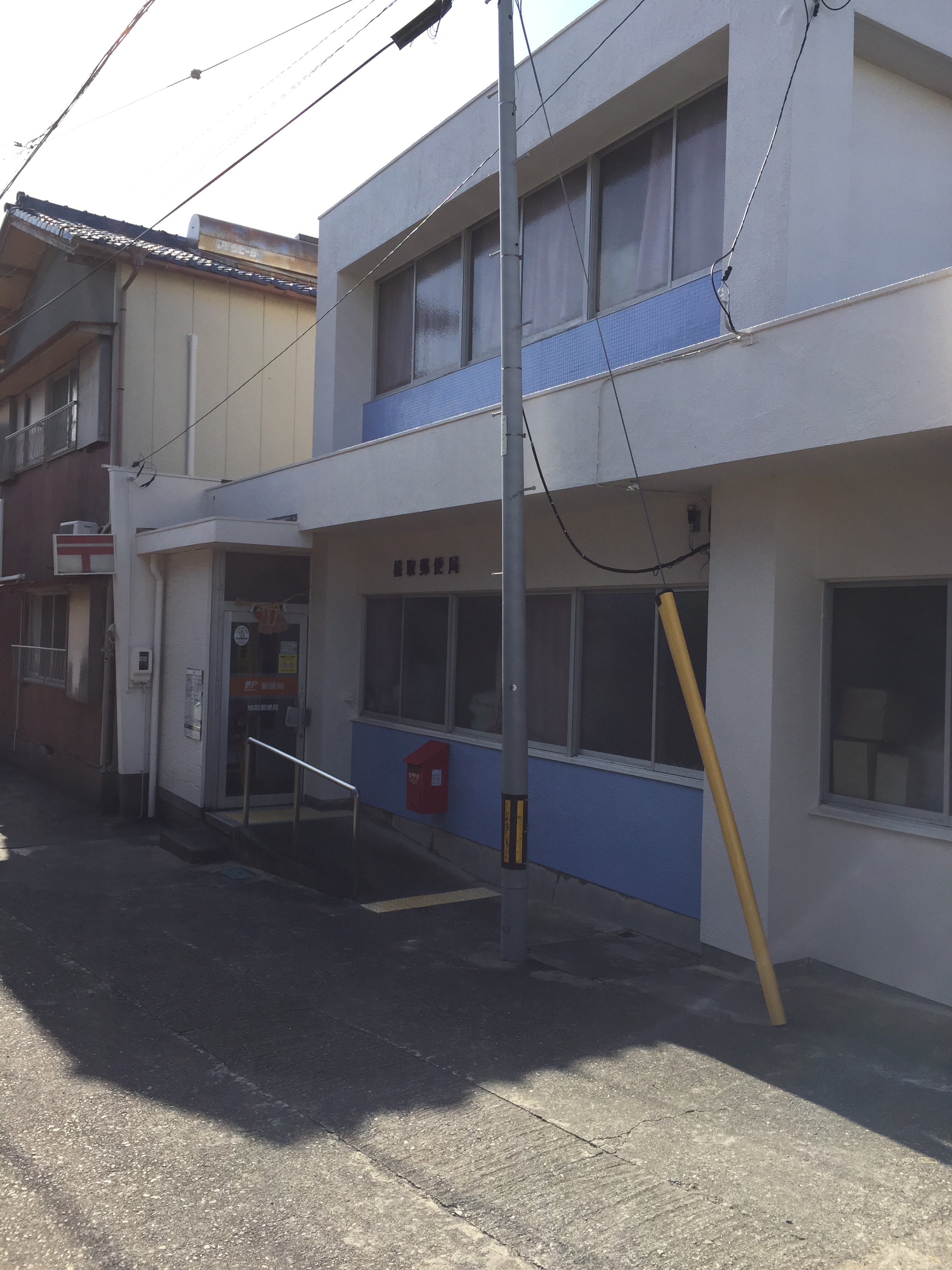
桃取郵便局
- 伊勢農業協同組合桃取経済店舗[77]
- 鳥羽磯部漁業協同組合桃取町支所[66]

- ふれあい
- 桃取郵便局

### 史跡
八幡神社
旧称は八王子社。1907年（明治40年）に麻生神社、山神社、牛頭天王社、白山社、菅原社、海神社、秋葉社を合祀した。
玉壷山桃源寺
小字前田にある、曹洞宗鳥羽常安寺の末寺。寺名は桃取町の地名の由来となったヤマモモと、桃源郷から命名されたと伝えられる。創建は不詳であるが、延宝5年（1677年）の大火で類焼し、翌延宝6年（1678年）に本堂と客殿を再建したとされる。本尊は東方薬師瑠璃光如来坐像であるが、1973年（昭和48年）に梅花観音を安置したことから、三重梅花百観音の71番霊場となった。本堂のほか、観音堂と地蔵堂がある。観音堂は廃寺となった円通寺の聖観音菩薩立像とされる仏像を安置する。
金竜山円通寺
愛知県豊橋市にある天台宗神宮寺の末寺であったが、1873年（明治6年）に廃寺となり、寺跡を残すのみとなっている。旧称は金蔵山長福寺。御棚祭で祭文を読む役は本来、円通寺の僧が担っていたという。
鳥羽市立桃取中学校跡
1979年3月まで天神山の中腹にあった。跡地を示す記念碑が残り、浜口剛史の「胸張って 我がふるさとは 島という」と刻まれた句碑もある。廃校後、桃取公民館が建てられたが、2017年（平成29年）時点ではグラウンドゴルフ場として、また、桜の名所として町民憩いの場となっている。公民館機能はなくなったが、災害時の備蓄品保管場所として建物は利用されている。

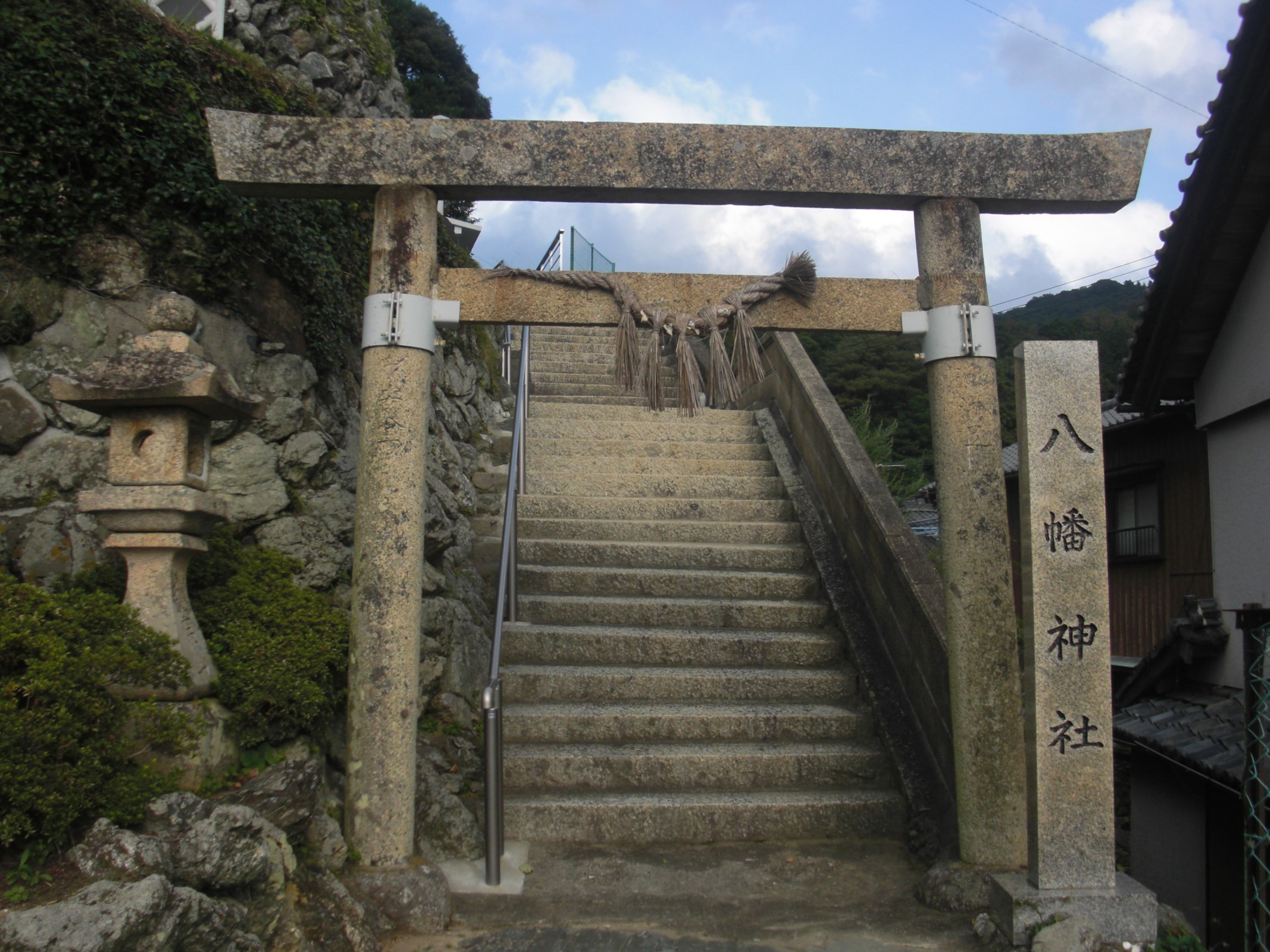
八幡神社
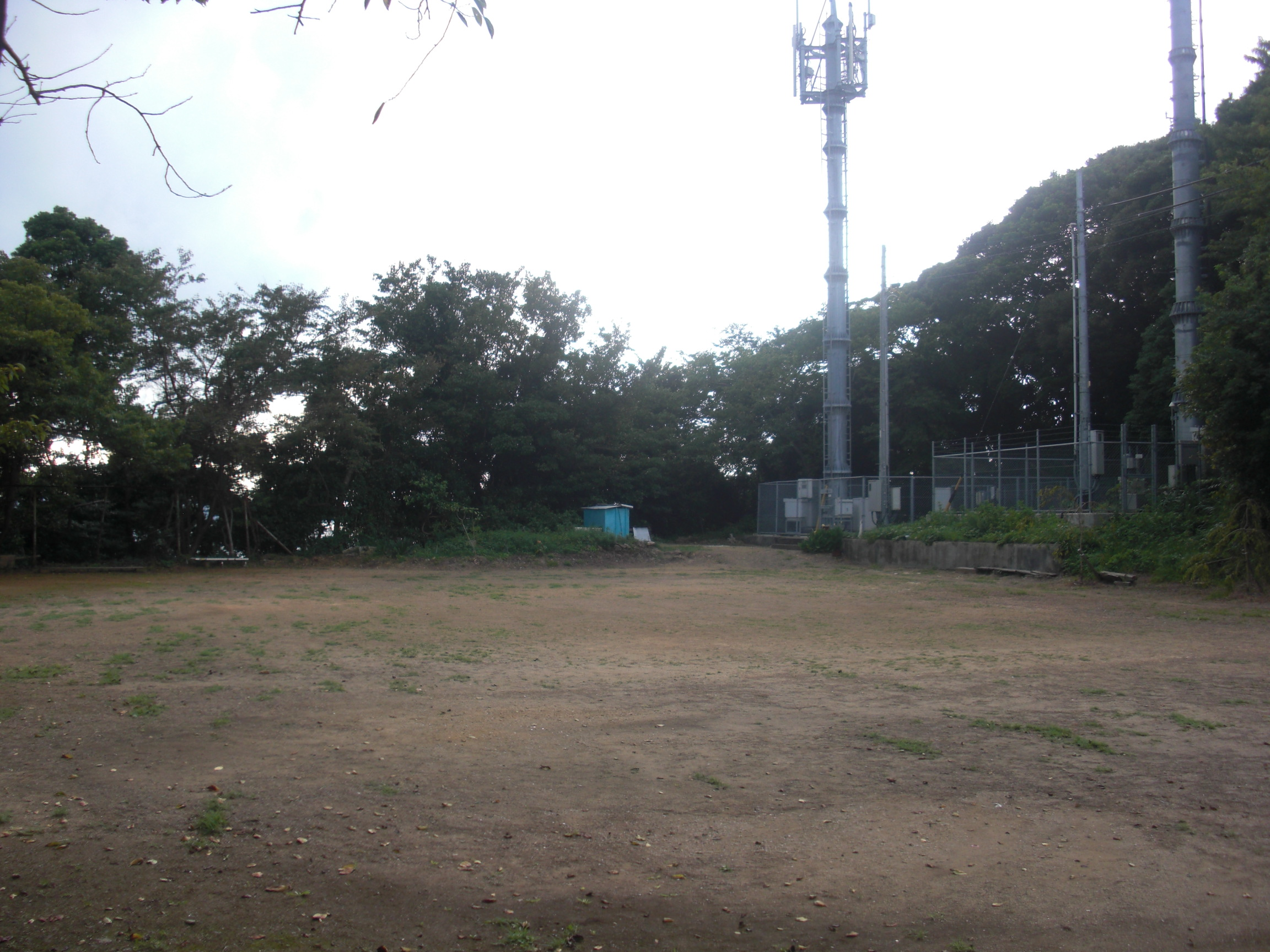
桃取中学校跡

## 出身者
- 小竹篤 - 鳥羽市長[106]、元・鳥羽市教育長、元・小中学校教員[107]